# ロス・フォード
ロス・フォード（Ross Ford、1984年4月23日 - ）は、スコットランドの元ラグビーユニオン選手。

## プロフィール
- スコットランド・エディンバラ出身。
- ポジションはフッカー(HO)。
- 身長 185cm、体重 115kg
- スコットランド代表通算キャップ数は111で歴代トップ。
- ラグビーワールドカップ2007・ラグビーワールドカップ2011・ラグビーワールドカップ2015のスコットランド代表に選ばれた[1]。
- ブリティッシュ・アンド・アイリッシュ・ライオンズに選ばれたことがある[2]。

## 略歴
ボーダー・リーヴァーズ、グラスゴー・ウォリアーズを経て、2007年、エディンバラに加入。 
2019年、現役を引退した。 